# Cantó de Montreuil-Oest
El cantó de Montreuil-Oest és un antic cantó francès del departament de Sena Saint-Denis, que estava situat al districte de Bobigny. Comptava amb part del municipi de Montreuil.
Al 2015 va desaparèixer i el seu territori es va repartir entre el cantó de Montreuil-1 i el cantó de Montreuil-2.

## Municipis
- Montreuil (part)

## Història
| Data d'elecció                           | Identitat             | Partit | Qualitat |
| ---------------------------------------- | --------------------- | ------ | -------- |
| 1967-1985                                | Jean-Pierre Périllaud | PCF    |          |
| 1985-1992                                | Alain Robert          | CNIP   |          |
| 1992-1998                                | Marc Gaulin           | RPR    |          |
| 1998-2004                                | Catherine Puig        | PCF    |          |
| 2004-2011                                | Manuel Martinez       | PS     |          |
| 2011-                                    | Belaid Bedreddine     | PCF    |          |
| les dades anteriors no són pas conegudes |                       |        |          |
|                                          |                       |        |          |

## Demografia
| A partir de 1990: Població sense dobles comptes |